# Samuel Carmona
Samuel Carmona Heredia (Las Palmas de Gran Canaria, 28 de mayo de 1996) es un deportista español que compite en boxeo amateur, ganador de una medalla de bronce en el Campeonato Europeo de Boxeo Aficionado de 2017, en la categoría de –49 kg.  Por su estilo explosivo de combate es apodado «el Infierno».
Participó en los Juegos Olímpicos de Río de Janeiro 2016,  obteniendo un diploma olímpico de quinto lugar en el peso minimosca, al perder por dos asaltos a uno el combate de cuartos de final contra el colombiano Yuberjen Martínez.

## Carrera deportiva
Empezó su carrera deportiva en 2008. En 2013 quedó subcampeón en el Campeonato de España de Aficionados Juvenil en 52 kg, al caer en la final por 10:6 contra Grabriel Escobar. En 2014 volvió a caer contra Escobar, esta vez en semifinales por 2:1, y venció a Iván Chaves en el combate por el tercer puesto. Ese mismo año ganó el Torneo de España en categoría de menos de 49 kg, al derrotar en la final a Gustavo de la Nuez.
En 2015 venció en el Campeonato de España, ganando la final contra Brandon Moreno Núñez, por lo que recibió la llamada de Rafael Lozano para pasar a formar parte de la selección española. En el Campeonato Europeo de Boxeo Aficionado de 2015 celebrado en Samokov (Bulgaria) terminó en quinto puesto, lo que clasificó para el Campeonato Mundial de Boxeo Aficionado de 2015 disputado en Doha.
Logró la clasificación para los Juegos Olímpicos de Río de Janeiro 2016 en el Preolímpico mundial de Bakú, al clasificarse para la final derrotando en la semifinal al púgil indio Devendro Singh por 3 a 0.

## Palmarés internacional
| Campeonato Europeo | Campeonato Europeo | Campeonato Europeo | Campeonato Europeo |
| Año                | Lugar              | Medalla            | Categoría          |
| ------------------ | ------------------ | ------------------ | ------------------ |
| 2017               | Járkov (Ucrania)   | Medalla de bronce  | –49 kg             |